# Salida (ejército)
En el ámbito militar, una salida es el acometimiento o pelea que hace un destacamento más o menos numeroso de la tropa de la guarnición de una plaza sitiada, al mando de un jefe intrépido, capaz y valiente. 
Las salidas se verifican generalmente por la noche y con el mayor secreto, atravesando el recinto y obras exteriores, con el objeto de sorprender e incomodar a los sitiadores. Hay pequeñas y grandes salidas, y estas pueden ser interiores y exteriores. 
- Se llama pequeña salida cuando un destacamento de poca fuerza trata de inquietar a los sitiadores, haciendo algunos prisioneros o quemando algún repuesto de fajinas, sacos, salchichones, etc.
- Es salida grande cuando uno o más destacamentos considerables tratan de atacar a los sitiadores, destruir sus trabajos, clavar su artillería y obligarlos a levantar el sitio o por lo menos a retardar sus trabajos y aproches.
- Es salida exterior cuando lo ejecuta la guarnición estando el enemigo aun lejos de la plaza
- Es salida interior cuando lo verifica la guarnición estando el enemigo ya próximo al camino cubierto.